# Barry Bonds
Pour les articles homonymes, voir Bonds.

Barry Lamar Bonds (né le 24 juillet 1964 à Riverside, Californie, États-Unis) est un ancien joueur professionnel de baseball.
Considéré comme l'un des meilleurs joueurs de baseball de l'histoire, fils de Bobby Bonds et filleul de Willie Mays, Barry Bonds a disputé 22 saisons dans les Ligues majeures avec les Pirates de Pittsburgh de 1986 à 1992 et les Giants de San Francisco de 1993 à 2007.
Il détient le record du plus grand nombre de coups de circuit en carrière dans la Ligue majeure de baseball avec 762, et le record du meilleur total de coups de circuit (73) en une saison. Il a soutiré plus de but-sur-balles (2 558) et reçu plus de buts-sur-balles intentionnels (688) que quiconque dans l'histoire des majeures.
Sa carrière est controversée car il est suspecté d'avoir utilisé des produits dopants. Son nom est mêlé à l'affaire Balco, ce qui mène en 2011 à une condamnation pour entrave à la justice qui est en 2015 annulée par une cour d'appel. Bonds a toujours nié avoir fait usage de produits dopants mais les soupçons ont jusqu'à présent nui à sa candidature pour une éventuelle intronisation au Temple de la renommée du baseball.

## Carrière au Baseball

### Début de sa carrière avec Pittsburgh
Bonds est sélectionné par les Pirates de Pittsburgh au premier tour de la draft 1985 (6e choix global). Il joue son premier match le 30 mai 1986. En 113 matchs, il obtient une moyenne au bâton de 0,223 et 16 circuits. En fin de la saison, il finit 6e lors du vote pour la recrue de l'année, remportée par Todd Worrell, un lanceur des Cardinals de Saint-Louis. En 1987, Bonds a légèrement amélioré ses statistiques avec une moyenne de 0,261, 25 circuits et 59 points produits. Sa première saison notable était en 1990 où il a remporté le titre du Meilleur joueur des Ligues majeures. Il avait une moyenne de 0,301 avec 33 circuits et 114 points produits. Il fut l'un des trois joueurs avec plus de 50 buts volés. En 1991 il a presque répété cette performance avec 25 circuits, 116 points produits et 43 buts volés. Cette fois il fut élu en 2e place lors du vote pour le meilleur joueur. En 1992 il a enregistré le meilleur total de sa carrière avec 34 circuits et pour la 2e fois en trois saisons, a été élu le meilleur joueur des Ligues majeures. Malgré les performances des trois saisons précédentes, il n'a pas signé avec les Pirates mais a été transféré aux Giants de San Francisco.

### Giants de San Francisco
Lors de sa première saison avec les Giants, il a eu sa meilleure saison offensive, avec 46 circuits, 123 points produits et 129 points marqués. Pour la troisième fois en 4 saisons, il fut élu le meilleur joueur de la ligue, et à l'âge de 28 ans avait égalé le record de plusieurs joueurs pour le plus grand total de trophées remportés. Un total de 7 joueurs avait remporté le trophée trois fois, plus Bonds. Entre 1994 et 1999 (6 saisons) il a fini 4 fois dans les 10 premiers lors du vote pour le meilleur joueur, et a enregistré plus de 40 circuits en 1996 et en 1997.
2000 fut un autre saison notable pour Bonds, qui a battu son meilleur total avec 49 coups de circuit, 106 points produits et 129 points. Ses 49 circuits furent classés 2e après Sammy Sosa qui en a frappé 50.

### La saison 2001
Babe Ruth fut le premier joueur à frapper plus de 60 circuits en une saison, lui qui en 1927 en a frappé exactement 60. Ce record n'a été dépassé qu'en 1961 quand Roger Maris a frappé son 61e circuit lors du dernier match de la saison. Le record de la Ligue nationale, jusqu'en 1997, fut détenu par Hack Wilson qui en a frappé 58. Ses deux records ont été dépassés en 1998 par Sammy Sosa et Mark McGwire. McGwire détenait le record avant la saison 2001 avec 70 circuits frappés en 1998, tandis que Sosa en avait frappé 66 lors de cette-même saison. Cependant, à la suite de ses 49 circuits en 2000, Bonds a enregistré son 500e circuit en carrière face aux Dodgers de Los Angeles. Bonds a enregistré le meilleur total de circuits avant le match des étoiles de l'histoire des Ligues majeures - 39 circuits, dépassant le record de Mark McGwire qui en avait 37 en 1998, la saison où il a frappé 70 circuits. Les efforts de Bonds était très médiatisés, et un collègue de Bonds, Shawon Dunston a dit aux médias « He's not going to hit 70 homers, but he believes he can. That's frightening » ((fr) « Il ne va pas frapper 70 circuits, mais il croit qu'il peut. C'est effrayant »). Il 29 septembre il a frappé son 70e circuit contre Wilfredo Rodriguez des Astros de Houston, et le 5 octobre (la saison avait été prolongée en octobre à cause des Attentats du 11 septembre 2001) a frappé ses 71e et 72e circuits contre Chan Ho Park des Dodgers de Los Angeles. Le 7 octobre il a enregistré son 73e et final circuit de la saison face à Dennis Springer des Dodgers. À la fin de la saison il fut élu le meilleur joueur de la Ligue, la 4e fois qu'il a reçu le prix. Aucun autre joueur n'a reçu 4 trophées de meilleur joueur. En plus, il avait un pourcentage de puissance et 0,863, le plus grand pourcentage de l'histoire des Ligues majeures, depuis la première saison en 1871.

### Depuis 2001

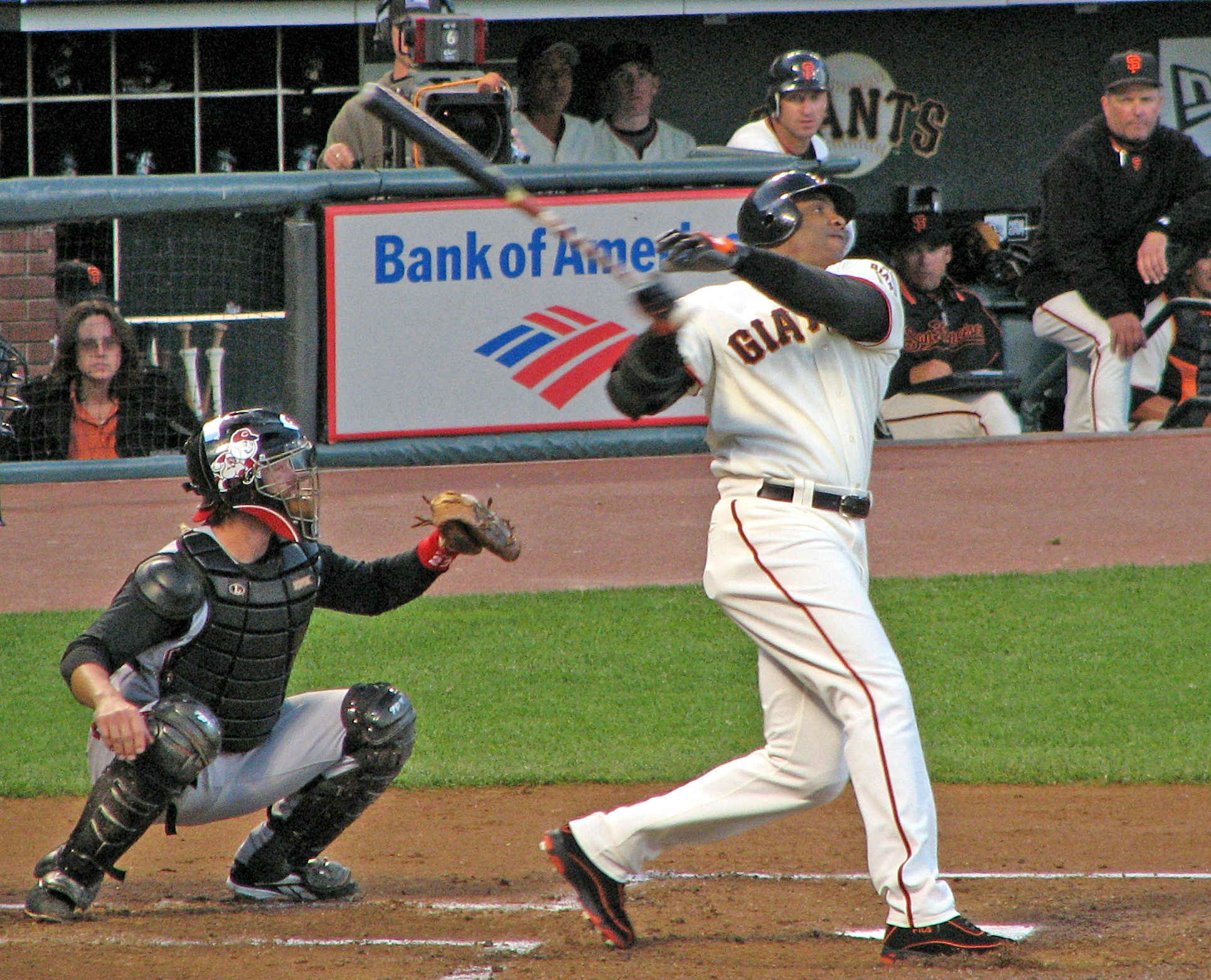
Barry Bonds au bâton contre les Reds de Cincinnati en août 2006.

En 2002 Bonds a battu le record pour le plus grand nombre de buts-sur-balles en une saison avec 198. Malgré ça, il a frappé une moyenne de 0,370 avec 46 circuits et 110 points produits en 403 présences au bâton. Il a été élu unanimement le meilleur joueur de la ligue, la 5e fois qu'il a reçu le prix, et pour la première fois a remporté le titre de la meilleure moyenne au bâton. À l'âge de 37 ans il est le joueur le plus âgé ayant remporté le titre pour la première fois. Avec ses 198 buts-sur-balles, il a également battu le record de Ted Williams pour le plus grand pourcentage de présences sur les buts - 0,582. Lors de cette même saison il a frappé son 600e circuit, seuls Bonds, Mays, Ruth et Aaron avaient frappé plus de 600 circuits en carrière.
En 2003, lors d'une saison où il n'a joué que 130 matchs, il a frappé une moyenne de 0,340 avec 45 circuits en 90 points produits. Son pourcentage de buts fut 0,529, c'est-à-dire que plus d'une fois sur deux, il a atteint les buts. Pour la troisième saison d'affilée, il fut élu le meilleur joueur.
En 2004 Il a encore battu trois records, avec 232 buts-sur-balles, 120 buts-sur-balles intentionnels et un pourcentage de présences sur les buts de 0,609. Cette saison il a frappé 45 circuits. À la fin de la saison il a enregistré son 700e circuit en carrière. Seuls Bonds, Ruth et Aaron ont frappé 700 circuits.
En 2005 il a été blessé et n'est revenu qu'en fin de saison et n'a frappé que 5 circuits. Cette absence prolongée a mis en péril ses chances de dépasser le record d'Hank Aaron.
En 2006, il est revenu au début de la saison et a frappé 26 circuits. 26 circuits est le second meilleur total par un joueur de son âge - seul Ted Williams a fait mieux lors de sa dernière saison en Ligue majeure. Son dernier circuit de la saison était son 734e en carrière et il a donc dépassé Aaron pour le plus grand nombre de circuits frappés dans la Ligue nationale - Aaron en a frappé 733. Ce fut légèrement controversé parce que le 20 mai Bonds avait frappé un circuit lors des matchs « entre-ligues » contre les Athletics d'Oakland, une équipe de la Ligue américaine. Pourtant le Commissaire Bud Selig a annoncé que le record appartenait à Bonds. Par chance, ce circuit contre les Athletics était son 714e en carrière, qui l'a mis en égalité avec Babe Ruth pour la seconde place de tous les temps, et en égalité avec Ruth pour la première place pour les gauchers. Le 28 mai il a frappé son 715e circuit en carrière contre les Rockies du Colorado pour dépasser Ruth.

### La saison 2007

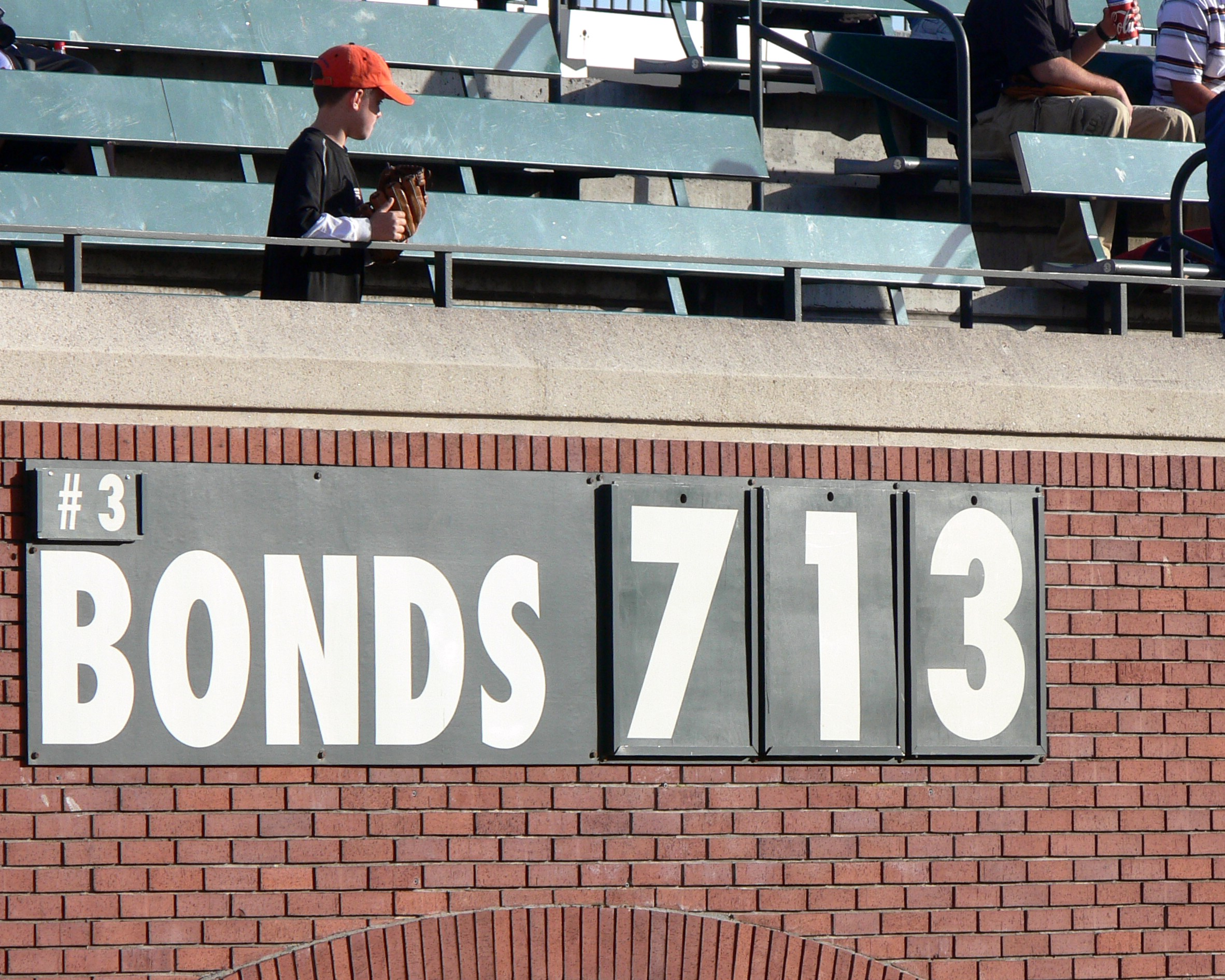
Un compteur du nombre de circuits en carrière de Barry Bonds au AT&T Park de San Francisco en 2006.

Le 29 janvier 2007, Barry Bonds signe un nouveau contrat d'une année avec les Giants pour un montant de 15,8 millions de dollars, mais les dirigeants de la ligue n'avalisent pas son contrat en raison d'une clause en contradiction avec l'accord entre joueurs et propriétaires signé en 2006. Le 15 février, son contrat fut accepté par la MLB. Le 7 mai, il a dépassé Hank Aaron et Babe Ruth pour la troisième place sur la liste de points marqués dans les Ligues majeures de baseball. Le 1er juillet, il a frappé son 2 900e coup sûr, pendant la 80e partie de la saison. Il avait besoin de 100 coups sûrs pour atteindre le palier symbolique de 3 000 et devenir le 28e joueur de Ligue majeure à réussir cet exploit. Le 4 août, il a frappé son 755e circuit en carrière face aux Padres de San Diego lors de la deuxième manche sur une balle lancée par Clay Hensley. Il égale le record des ligues majeures détenu par Hank Aaron depuis 1976. Le 7 août, il a frappé son 756e circuit en carrière face aux Nationals de Washington. Il a établi ainsi un nouveau record des Ligues majeures, un record alors détenu jusque-là par Hank Aaron  depuis une trentaine d'années.
Le 22 août il frappe son 600e double en carrière. Il est devenu le 14e joueur de l'histoire des ligues avec 600 doubles. Seuls Hank Aaron et Bonds ont 600 doubles et 600 circuits en carrière. Le 5 septembre il frappe un circuit à deux points contre les Rockies du Colorado. Avec son 1996e point produit, il a dépassé Lou Gehrig pour la 4e place de tous les temps.
Le 21 septembre 2007, les Giants de San Francisco  ont confirmé qu'ils ne voulaient pas lui accorder un nouveau contrat pour la saison 2008.
Il y a eu beaucoup de spéculation avant le début de la saison 2008 à savoir où Bonds pourrait continuer sa carrière. Cependant, aucune équipe ne lui a manifesté le moindre intérêt de toute la saison, et ce même si son agent offre aux clubs du baseball majeur d'engager le joueur pour le salaire minimum permis par la convention collective (390 000 dollars). Si jamais il revient au jeu dans la MLB, plusieurs plateaux importants seraient à sa portée: il a besoin de seulement 65 coups sûrs pour atteindre 3000, 4 points produits pour atteindre 2000, et évidemment, 38 circuits  pour atteindre 800. Il a besoin aussi de 69 points marqués pour dépasser Rickey Henderson détenteur du record de la MLB à ce chapitre.

### Accusations

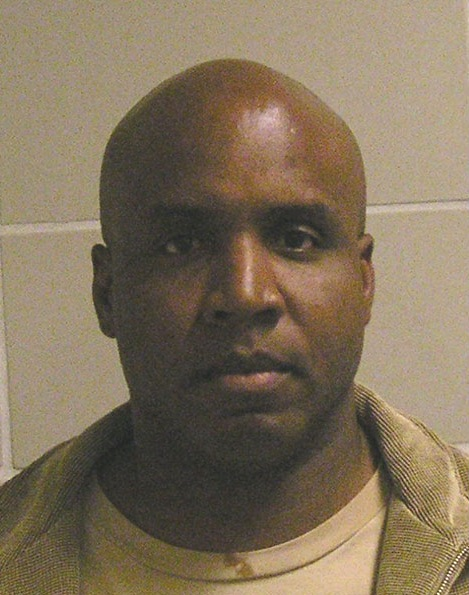
La photo d'identité judiciaire de Barry Bonds en 2007.

En 2003, Greg Anderson, l'entraîneur de Bonds, a été arrêté par la police et accusé d'avoir fourni des stéroïdes aux joueurs. Le 4 décembre 2003, Bonds a parlé devant un jury et a dit qu'il avait utilisé une substance claire et une crème, et qu'Anderson lui avait dit que c'était de l'huile de lin cultivé et un baume contre l'arthrite. La description de ces deux produits ressemble à « The Cream » (une forme de testostérone) et « The Clear » (tétrahydrogestrinone, une sorte de stéroïde anabolisant). Depuis son discours, il est mis en examen pour parjure. Le 15 novembre 2007, il a été formellement accusé de 4 parjures et un cas d'obstruction à la justice en rapport avec son discours le 4 décembre 2003,,.
Bonds plaide non coupable et le procès devant jury est entendu sur douze jours en mars et avril 2011 en la Cour de district fédérale de San Francisco. Le 13 avril, après près de quatre journées complètes de délibérations, le jury trouve Bonds coupable d'entrave à la justice. Le jury ne peut cependant s'entendre au sujet des trois autres chefs d'accusation. Le 16 décembre suivant, un tribunal californien condamne Bonds à 2 ans de probation, une amende de 4 000 dollars, 30 jours d'assignation à résidence et 250 heures de travaux communautaires. Bonds évite donc la prison, mais ses avocats font appel de cette sentence. Le 22 avril 2015, la Cour d'appel fédérale pour le neuvième circuit renverse la décision et conclut que Bonds n'est pas coupable d'entrave à la justice.

### Temple de la renommée du baseball
Le nom de Barry Bonds apparaît pour la première fois sur les bulletins de vote du Temple de la renommée du baseball en 2012 pour intronisation à l'été suivant. Le 9 janvier 2013, les résultats du vote des membres de l'Association des chroniqueurs de baseball d'Amérique sont dévoilés. La candidature de Bonds étant hautement contestée en raison des allégations de dopage à son endroit, la vedette des Pirates et des Giants ne récolte que 36,2 % des voix, loin des 75 % nécessaires pour l'élection au Temple.
Son nom pouvait au départ apparaître sur les bulletins de vote pour une période de 15 ans. À l'été 2014, le Temple de la renommée annonce que la période d'éligibilité sera dorénavant de seulement 10 ans, plutôt que 15, une décision perçue comme une tentative à peine voilée de nuire aux chances des candidats associés à l'« ére des stéroïdes »,,. Après avoir plafonné à 34,7 % et 36,8 % en 2014 et 2015, respectivement, Bonds récolte 44,3 % d'appuis 2016 à la 4e de ses 10 années d'éligibilité. 
Il n'atteint pas les 75 % requis au cours de ses dix ans d'éligibilité au Hall of Fame et se dit snobé. Bonds a toujours la possibilité de rejoindre le Temple de la renommée par un vote du Veterans Committee, qui sélectionne les joueurs qui ne sont plus éligibles au vote populaire. Des éditoriaux de NBC Sports et The Nation reconnaissent que les présomptions de dopage, non confirmées, sont fortes envers le joueur mais dénoncent un double standard comparé à David Ortiz, Fred McGriff, Jeff Bagwell, Pudge Rodriguez (en), Mike Piazza ainsi que plusieurs autres joueurs qui sont accueillis plus favorablement par le temple de la renommée malgré leurs probables implications dans le dopage, attesté dans le milieu depuis des décennies,.

### Carrière d'instructeur
Le 4 décembre 2015, Bonds devient l'instructeur des frappeurs des Marlins de Miami. Il occupe ce poste une seule saison, en 2016.

## Vie personnelle

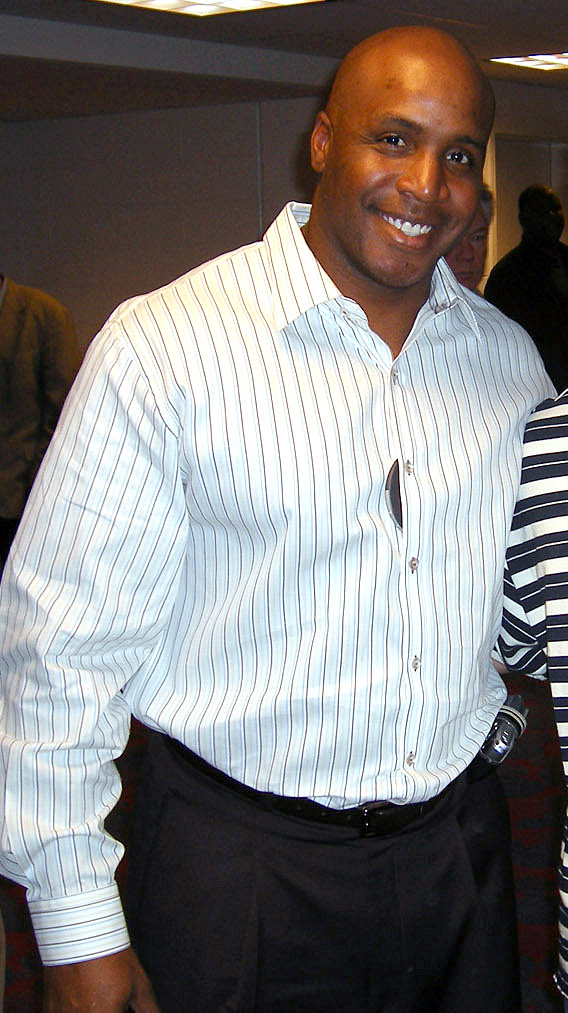
Barry Bonds en 2006.

### Famille
Barry Bonds est le fils de Bobby Bonds et le filleul de Willie Mays, deux joueurs élus au Temple de la renommée du baseball. Il a aussi comme cousin Reggie Jackson, autre membre du Panthéon du baseball. La sœur de Bobby Bonds et tante de Barry, Rosie Bonds, est une athlète qui participe pour les États-Unis aux Jeux olympiques d'été de 1964 à Tokyo dans la discipline du 80 mètres haies.
Bobby Bonds Jr., jeune frère de Barry, joue au baseball professionnel jusqu'en Triple-A sans atteindre les majeures.

### Mariages
Bonds rencontre sa première épouse, Susann « Sun » Margreth Branco, une Canadienne née en Suède, en 1987 à Montréal. Le couple est marié de 1988 à 1994 et défraie la manchette dans les années suivantes, un accord pré-nuptial étant passé au peigne fin par les tribunaux, qui doivent séparer les avoirs du couple Bonds-Branco et déterminer la pension alimentaire à verser pour leurs deux enfants[réf. nécessaire], un fils (Nikolai, né en 1989) et une fille (Shikari, née en 1991). À l'adolescence, Nikolai Bonds est préposé au bâton (batboy) des Giants de San Francisco durant les années où son père évolue pour cette équipe.
Bonds est marié à Elizabeth Watson de 1998 à 2009. Le couple a une fille, Aisha, née en 1999.

### Philanthropie
En avril 2011, Barry Bonds s'engage à payer les études des deux enfants de Bryan Stow, un partisan des Giants de San Francisco tombé dans un coma après avoir été agressé dans le stationnement du Dodger Stadium de Los Angeles le 31 mars précédent lors du match d'ouverture de la saison de baseball.

## Palmarès
Statistiques au 1er octobre 2007
- Premier pour les circuits en carrière (762).
- Premier pour les coups de circuit en une saison (73 en 2001).
- Premier pour les buts sur balles en une saison (232 en 2004).
- Premier pour les buts sur balles en carrière (2558).
- 3e pour les points marqués en carrière (2227).
- 4e pour les points produits en carrière (1996).
- 14e pour les doubles en carrière (601).
- 32e pour les buts volés en carrière (514).
- 34e pour les coups sûrs en carrière (2935).
- Moyenne de puissance de 0,863 en 2001 (meilleure moyenne de puissance de l'histoire des Ligues majeures).
- Moyenne de présence sur les buts de 0,609 en 2004 (meilleure moyenne de présence sur les buts de l'histoire des Ligues majeures).
- Meneur au chapitre de la moyenne au bâton en 2002 et en 2004.
- Meilleur joueur des ligues majeures : 1990, 1992, 1993, 2001, 2002, 2003, 2004.
- Gant doré pour un champ extérieur : 1990-1994, 1996-1998.
- Vainqueur du Prix Hank Aaron : 2001, 2003, 2004.
- Numéro Retiré #25 de la franchise des Giants San Francisco (2018)

## Statistiques
Valeurs en gras : meilleur total de la ligue
| Statistiques à la frappe |            |            |      |      |      |      |     |    |     |      |     |     |      |      |       |       |       |
| Saison                   | Équipe     | Ligue      | G    | AB   | R    | H    | 2B  | 3B | HR  | RBI  | SB  | CS  | BB   | SO   | BA    | OBP   | SLG   |
| 1986                     | PIT        | MLB        | 113  | 413  | 72   | 92   | 26  | 3  | 16  | 48   | 36  | 7   | 65   | 102  | 0,223 | 0,330 | 0,416 |
| 1987                     | PIT        | MLB        | 150  | 551  | 99   | 144  | 34  | 9  | 25  | 59   | 32  | 10  | 54   | 88   | 0,261 | 0,329 | 0,492 |
| 1988                     | PIT        | MLB        | 144  | 538  | 97   | 152  | 30  | 5  | 24  | 58   | 17  | 11  | 72   | 82   | 0,283 | 0,368 | 0,491 |
| 1989                     | PIT        | MLB        | 159  | 580  | 96   | 144  | 34  | 6  | 19  | 58   | 32  | 10  | 93   | 93   | 0,248 | 0,351 | 0,426 |
| 1990                     | PIT        | MLB        | 151  | 519  | 104  | 156  | 32  | 3  | 33  | 114  | 52  | 13  | 93   | 83   | 0,301 | 0,406 | 0,565 |
| 1991                     | PIT        | MLB        | 153  | 510  | 95   | 149  | 28  | 5  | 25  | 116  | 43  | 13  | 107  | 73   | 0,292 | 0,410 | 0,514 |
| 1992                     | PIT        | MLB        | 140  | 473  | 109  | 147  | 36  | 5  | 34  | 103  | 39  | 8   | 127  | 69   | 0,311 | 0,456 | 0,624 |
| 1993                     | SFG        | MLB        | 159  | 539  | 129  | 181  | 38  | 4  | 46  | 123  | 29  | 12  | 126  | 79   | 0,336 | 0,458 | 0,677 |
| 1994                     | SFG        | MLB        | 112  | 391  | 89   | 122  | 18  | 1  | 37  | 81   | 29  | 9   | 74   | 43   | 0,312 | 0,426 | 0,647 |
| 1995                     | SFG        | MLB        | 144  | 506  | 109  | 149  | 30  | 7  | 33  | 104  | 31  | 10  | 120  | 83   | 0,294 | 0,431 | 0,577 |
| 1996                     | SFG        | MLB        | 158  | 517  | 122  | 159  | 27  | 3  | 42  | 129  | 40  | 7   | 151  | 76   | 0,308 | 0,461 | 0,615 |
| 1997                     | SFG        | MLB        | 159  | 532  | 123  | 155  | 26  | 5  | 40  | 101  | 37  | 8   | 145  | 87   | 0,291 | 0,446 | 0,585 |
| 1998                     | SFG        | MLB        | 156  | 552  | 120  | 167  | 44  | 7  | 37  | 122  | 28  | 12  | 130  | 92   | 0,303 | 0,438 | 0,609 |
| 1999                     | SFG        | MLB        | 102  | 355  | 91   | 93   | 20  | 2  | 34  | 83   | 15  | 2   | 73   | 62   | 0,262 | 0,389 | 0,617 |
| 2000                     | SFG        | MLB        | 143  | 480  | 129  | 147  | 28  | 4  | 49  | 106  | 11  | 3   | 117  | 77   | 0,306 | 0,440 | 0,688 |
| 2001                     | SFG        | MLB        | 153  | 476  | 129  | 156  | 32  | 2  | 73  | 137  | 13  | 3   | 177  | 93   | 0,328 | 0,515 | 0,863 |
| 2002                     | SFG        | MLB        | 143  | 403  | 117  | 149  | 31  | 2  | 46  | 110  | 9   | 2   | 198  | 47   | 0,370 | 0,582 | 0,799 |
| 2003                     | SFG        | MLB        | 130  | 390  | 111  | 133  | 22  | 1  | 45  | 90   | 7   | 0   | 148  | 58   | 0,341 | 0,529 | 0,749 |
| 2004                     | SFG        | MLB        | 147  | 373  | 129  | 135  | 27  | 3  | 45  | 101  | 6   | 1   | 232  | 41   | 0,362 | 0,609 | 0,812 |
| 2005                     | SFG        | MLB        | 14   | 42   | 8    | 12   | 1   | 0  | 5   | 10   | 0   | 0   | 9    | 6    | 0,286 | 0,404 | 0,667 |
| 2006                     | SFG        | MLB        | 130  | 367  | 74   | 99   | 23  | 0  | 26  | 77   | 3   | 0   | 115  | 51   | 0,270 | 0,454 | 0,545 |
| 2007                     | SFG        | MLB        | 126  | 340  | 75   | 94   | 14  | 0  | 28  | 66   | 5   | 0   | 132  | 54   | 0,276 | 0,480 | 0,565 |
| Totaux                   | 22 saisons | 22 saisons | 2986 | 9847 | 2227 | 2935 | 601 | 77 | 762 | 1996 | 514 | 141 | 2558 | 1539 | 0,298 | 0,444 | 0,607 |